# Водотиївська волость
Водотиївська волость — історична адміністративно-територіальна одиниця Радомисльського повіту Київської губернії з центром у селі Водотиї.
Станом на 1886 рік складалася з 16 поселень, 16 сільських громад. Населення — 9660 осіб (4889 чоловічої статі та 4771 — жіночої), 1234 дворових господарств.
|                     | Площа, десятин | У тому числі орної, дес. |
| ------------------- | -------------- | ------------------------ |
| Сільських громад    | 9268           | 7148                     |
| Приватної власності | 21284          | 8101                     |
| Казенної власності  | 116            | 45                       |
| Іншої власності     | 270            | 200                      |
| Загалом             | 30938          | 14321                    |

Поселення волості:
- Водотиї — колишнє власницьке село при річці Здвиж за 32 версти від повітового міста, 1634 особи, 233 двори, православна церква, школа.
- Болячів — колишнє власницьке село при річці Здвиж, 317 осіб, 64 двори, православна церква, школа, постоялий будинок, водяний млин.
- Вільня — колишнє власницьке село при струмкові Дворець, 600 осіб, 98 дворів, православна церква, школа, лавка, постоялий будинок, водяний млин.
- Карабачин — колишнє власницьке село при річці Здвиж, 1063 особи, 190 дворів, православна церква, школа, 2 постоялих будинки.
- Озеряни — колишнє власницьке село при озері, 590 осіб, 99 дворів, православна церква, школа, постоялий будинок.
- Осівці — колишнє власницьке село при урочищі Вирвихвіст, 767 осіб, 155 дворів, православна церква, школа, постоялий будинок, водяний млин.
- Продубіївка — колишнє власницьке село, 155 осіб, 30 дворів, католицька каплиця, постоялий будинок.

Старшинами волості були:
- 1909—1910 роках — Сидір Кузьмич Антоненко[2],[3];
- 1912—1915 роках — Василь Опанасович Іващенко[4],[5],[6].